# Zhang Kangkang
Zhang Kangkang (xinès tradicional: 張抗抗, xinès simplificat: 张抗抗, pinyin: Zhāng Kàngkàng; Hangzhou, 1950) és una de les escriptores més destacades del panorama literari xinès contemporani. Una de les principals representants del moviment literari anomenat "literatura de les cicatrius". En una carrera de trenta anys, ha publicat novel·les, contes, memòries i nombrosos assajos.

## Biografia
Zhang Kangkang va néixer el 3 de juliol de 1950 a Hangzhou (una ciutat del sud de la Xina, capital de la província de Zhejiang). Va aturar la seva escolarització. el 1966, quan va començar la Revolució Cultural.
El seu pare, Zhang Baihuai (张白怀), era periodista a Xangai a les xarxes clandestines comunistes i, amb l'aparició del règim comunista, va ser nomenat redactor en cap del Diari de Xangai (上海 日报). Dos anys després, va ser acusat de col·laborar amb els Guomingdang, expulsat del partit i enviat a treballar a una fàbrica.
El 1969 Zhang es va oferir voluntària com a Guàrdia Roja per anar al Gran Desert del Nord (la part nord de la província de Heilongjiang i va treballar en una granja durant vuit anys.
A principis de 1977, després de la caiguda de la Banda dels Quatre va sol·licitar el trasllat del seu "hukou" de la granja a casa seva i després poder anar a Harbin (la capital de Heilongjiang) on va estudiar teatre. El 1979 després de graduar-se, es va incorporar a l'Associació d'Escriptors Xinesos.
Està casada amb l'escriptor Jiang Rong, nom de ploma de Lü Jiamin, autor de l'èxit de vendes "El Totem del llop", traduïda al català com "l'esperit del llop".

### Carrera literària
El 1972 va publicar el seu primer relat curt, "The Lamp" (灯) i la primera novel·la el 1975 "La ligne de demarcation" (分界线) on descriu en un estil propi de l'època la vida heroica dels joves instruïts al camp durant la Revolució Cultural.
El 1978 va escriure un primer conte, "Le Droit à l'amour" (爱 的 权利), que es va publicar el març de 1979 a la revista Shouhuo (收获),
La mort de Mao i la caiguda de la Banda del Quatre li van provocar una profunda crisi i a partir del 1979 va canviar el seu estil literari amb un to menys heroic en els seus personatges.
A principis dels anys 80 va interessar-se per la psicologia i la psiquiatria amb el descobriment de Freud, interés que va plasmar en la seva novel·la “Compagon caché” de 1986.
Després de tenir un paper protagonista en el renaixement de les lletres xineses als anys vuitanta, es va consolidar com una de les representants més eminents de la literatura xinesa contemporània, tot i que el seu nom és menys citat que el de Wang Anyi (王安忆) o Tie Ning (铁凝). La seva fama no es va limitar a la Xina: va ser una de les primeres escriptores xineses contemporànies que es va descobrir fora de la Xina, després de la mort de Mao.
El 2001 va rebre el Premi Lu Xun de Literatura 1997-2000 pel conjunt de la seva obra d'assaig. Vicepresidenta de l'Associació d'Escriptors Xinesos (2006 -).
Les seves obres han estat traduïdes a l'anglès, el japonès, l'alemany, el francès i el rus.